# There Is No Greater Love
There Is No Greater Love (auch No Greater Love) ist ein Song, den 1936 Isham Jones zu einem Text von Marty Symes komponierte. Der Song, der als Ballade, seit den 1950er Jahren auch im mittleren Tempo, und in neuerer Zeit sogar häufig Up tempo vorgetragen wird, „gehörte zum Lyrischsten, was die Swing-Ära hervorbrachte“  und entwickelte sich zum Jazzstandard.

## Kennzeichen des Songs
Der Song ist ein romantisches Liebeslied, das in der Liedform AA’BA’ gehalten ist. In ihm wird immer wieder betont, dass es keine größere Liebe gebe, als sie der Sänger gegenüber seinem Liebespartner empfinde. Der Text ist recht geradlinig und erklärt jeweils die Stärke der Zuneigung im ersten und letzten A-Abschnitt: „Es gibt keine größere Liebe … als die, die ich für dich empfinde“, um dann den Nervenkitzel und die Wertschätzung der Liebe im zweiten A-Abschnitt und im B-Teil zu beschreiben. Symes wählt weiterhin ein einfaches Reimschema und ein ökonomisches Vokabular. Die Reimschemata sind auch in ihrer Wortwahl sehr übersichtlich gestaltet.
Die Melodie umspannt eine Undezime und ist einfach zu singen. Der Song umfasst 32 Takte. Die A-Teile stehen in B-Dur, der B-Teil in g-moll. Dem Musikwissenschaftler K. J. McElrath zufolge handelt es sich um „eine sehr motivische Melodie, die straff strukturiert ist“ und zeigt, dass der Komponist eine klassische Ausbildung hatte: Ein Grundmotiv aus drei absteigenden Sekunden und einer fallenden Quarte kommt zweimal in jedem A-Teil und einmal im B-Teil vor. Der Song gilt als „klassische Ballade, die sich nicht zu sehr dem Blues ergeben hat.“

## Erste Einspielung
Jones nahm mit seinem Orchester There Is No Greater Love als B-Seite zu seiner Einspielung der Filmmelodie Life Begins When You’re in Love mit Woody Herman als Sänger auf. Das Stück entwickelte sich im April 1936 zum Hit; es kam bis auf Platz 20 der amerikanischen Popcharts.

## Weitere Coverversionen
Weitere Einspielungen im selben Jahr folgten durch Don Darcy und Duke Ellington, bei dem alleine das Altsaxophon-Solo von Johnny Hodges auf die Jazzgeeignetheit hinweist.  Der Song wurde in erster Linie durch Sängerinnen wie Billie Holiday (1947), Dinah Washington (1954 auf Dinah Jams), Betty Carter, Sarah Vaughan, Ernestine Anderson (mit dem Metropole Orkest) oder Dee Dee Bridgewater interpretiert, nur in Ausnahmefällen auch durch männliche Kollegen wie The Four Freshmen (1958) und vor allem Jimmy Scott (Falling in Love Is Wonderful, 1962).
Miles Davis hat den Song sowohl 1955 als auch 1964 eingespielt. Sein Potenzial haben auch Sonny Rollins (1957), Lou Donaldson (1957), Dizzy Gillespie (1959), Stanley Turrentine (1960), Gene Ammons & Sonny Stitt (1961), McCoy Tyner (1962), Joe Pass (1964), Ben Webster, Copenhagen 1965 und Stan Getz mit Kenny Barron (1991) erkannt. Das Avantgarde-Quartett Circle um Anthony Braxton und Chick Corea spielte den Song 1971 in seinem Paris Concert; Mike Stern zelebrierte ihn als „Fusion-Studie“. Die Version von Stefon Harris (Black Action Figure, 1999) wurde 2000 als „bestes Jazz-Instrumentalsolo“ für einen Grammy nominiert. Die Ballade hat auch im Soul (Aretha Franklin, Pee Wee Ellis) und in der Popmusik (Amy Winehouse, Frank 2003) weitergelebt.